# Oryzorictinae
Ne doit pas être confondu avec Tanrec ou Tenrec.
Sous-famille
Les Oryzorictinae forment une sous-famille de mammifères de la famille des Tenrecidae.

## Liste des genres
Selon ITIS :
- genre Limnogale Major, 1896 - le limnogale[2]
- genre Microgale Thomas, 1882 - des microgales et « musaraignes  »[2]
- genre Oryzorictes A. Grandidier, 1870 - des tenrecs [2]